# Pilot (Fear the Walking Dead)
"Pilot" é o episódio piloto da série de televisão de terror pós-apocalíptico Fear the Walking Dead. Foi originalmente exibido pelo canal de televisão AMC nos Estados Unidos em 23 de agosto de 2015. É uma série derivada e serve como uma prequela para The Walking Dead, que é baseada na série de quadrinhos de mesmo nome de Robert Kirkman, Tony Moore e Charlie Adlard.

## Sinopse
Em uma Los Angeles pré-apocalíptica, o adolescente Nick Clark acorda sob os efeitos da heroína em uma antiga igreja. Ele houve gritos, em seguida, encontra sua namorada Gloria devorando alguém. Enquanto tenta escapar da terrível cena, Nick é atropelado por um carro e depois hospitalizado com contusões. O doutor de Nick, conta a sua mãe, Madison Clark e seu namorado, Travis Manawa, que os relatos de Nick em relação a cena de sua namorada é apenas consequência das drogas. O Departamento de Policia questiona Nick sobre o assunto, mas ele se nega a responder. Enquanto isso, Travis tenta consertar as coisas com seu filho rebelde, Chris Manawa, com a ajuda de sua ex-mulher, Liza Ortiz. Ele passa a acreditar em Nick após investigar a igreja e encontrar um rastro de sangue. A irmã de Nick, Alicia Clark, torna-se ainda mais preocupada com sua dependência química. A escola onde Madison e Travis trabalham é fechada por um dia, depois que um vídeo da policia alvejando um homem violento vaza na internet. Nick foge do hospital para encontrar seu traficante de drogas, Calvin, querendo saber que tipo de alucinógeno ele o vendeu. Calvin leva Nick para à beira de um esgoto onde tenta assassiná-lo, a fim de impedi-lo de expor Calvin como um traficante. Na luta que se segue, Calvin leva um tiro no peito e morre. Quando Madison e Travis chegam e encontram Nick, os três são atacados por Calvin transformado, momento no qual Nick entra na picape de Travis e o atropela várias vezes. Os três não acreditam quando veem Calvin todo mutilado e ainda se mexendo. Madison pergunta o que pode estar acontecendo.

## Produção

### Desenvolvimento
Em setembro de 2013, a AMC anunciou que estava desenvolvendo uma série complementar para The Walking Dead, que segue um conjunto diferente de personagens criados por Robert Kirkman. Em setembro de 2014, a AMC encomendou o episódio piloto, que foi escrito por Kirkman e Dave Erickson e dirigido por Adam Davidson, e a produção executiva é feita por Kirkman, Erickson, Gale Anne Hurd e David Alpert, com Erickson atuando como showrunner. O projeto era originalmente conhecido como Cobalt.

## Recepção
O episódio piloto de Fear the Walking Dead recebeu críticas muito positivas. No Rotten Tomatoes, obteve uma classificação de 88% com base em 24 avaliações. O consenso do site diz: "O episódio piloto de Fear the Walking Dead faz um trabalho sólido ao estabelecer seus personagens e ambiente, e fornece momentos tensos o suficiente para agradar os obstinados em mortos-vivos"
Matt Fowler, da IGN, deu a Pilot uma classificação de 7.6/10 afirmando: "Fear the Walking Dead traz uma mudança bem-vinda no local, tom e personagens. Como a Telltale na série de jogos eletrônicos de The Walking Dead, é capaz de nos apresentar um novo elenco de personagens enquanto demonstra que é realmente o mundo zumbificado que é a estrela da série e tudo o que você realmente precisa para haver um spin-off."

### Audiência
Pilot é o episódio de maior audiência da série, com 10,13 milhões de telespectadores nos Estados Unidos em sua data de exibição original.